# Fra hjertet til hånden
Fra hjertet til hånden er en dansk portrætfilm fra 1994, der er instrueret af Tómas Gislason efter manuskript af Tómas Gislason.

## Handling
"Jeg har mine børn i Danmark, og jeg bor på Haïti". Med disse enkle ord indleder digteren, journalisten, cykelsportens kyndige poet og frem for alt filminstruktøren, Jørgen Leth sin film - eller rettere sagt filmen om sig selv. For en gangs skyld er Jørgen Leth ikke bag kameraet, men foran som hovedperson. Den poetiske, reflekterende iagttager bliver selv iagttaget, mens han fortæller om sit liv, sin kunst, sin drivkraft og sine dæmoner. Jørgen Leth følges under sit frivillige eksil i Port-au-Prince, som kommentator til Tour de France og som verdensborger med kun sin kuffert som hjem. Der vises klip fra flere af hans film, og portrættet af ham tegner billedet af en meget enkel og dybt kompliceret kunstner og et søgende både roligt og rastløst menneske.